# Mosshätta
Mosshätta (Mycena hiemalis) är en svampart som först beskrevs av Pehr Osbeck, och fick sitt nu gällande namn av Lucien Quélet 1872. Enligt Catalogue of Life ingår Mosshätta i släktet Mycena,  och familjen Mycenaceae, men enligt Dyntaxa är tillhörigheten istället släktet Mycena,  och familjen Favolaschiaceae. Arten är reproducerande i Sverige. Utöver nominatformen finns också underarten terrestris.

## Källor

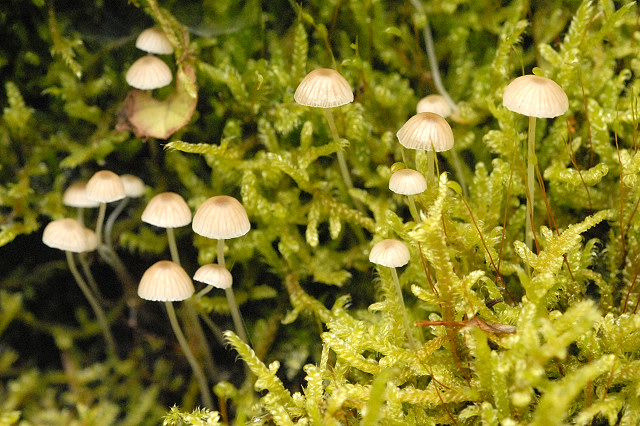
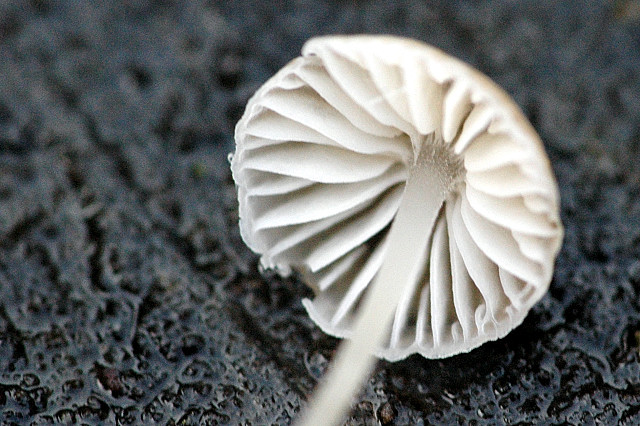
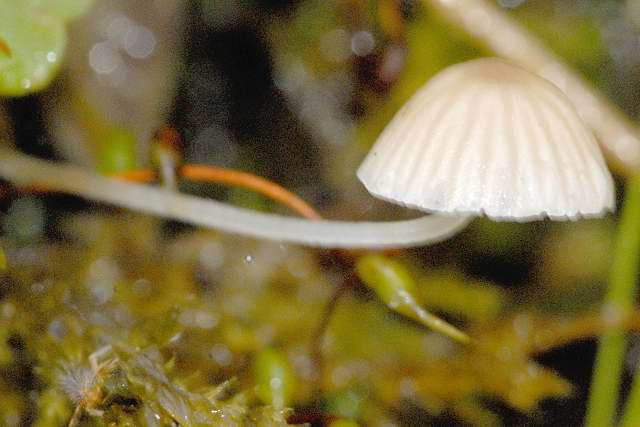
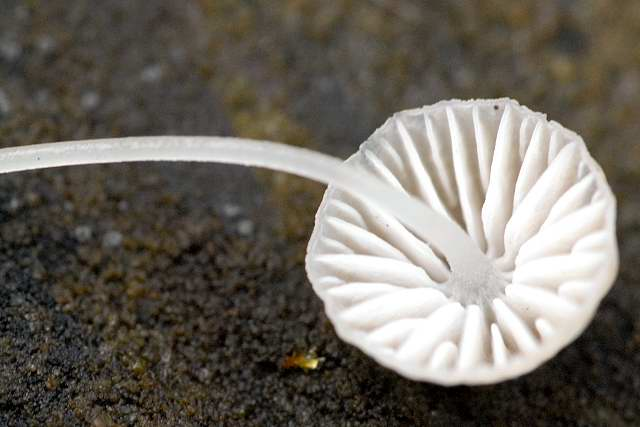